# Asirija (rimska provinca)
Asirija (latinsko Provincia Assiria), rimska provinca, ki je trajala samo dve leti (116–118).

## Zgodovina
Asirija je bila rimska provinca, ki jo poleg Armenije in Mezopotamije po uspešnem vojnem pohodu proti Partskemu cesarstvu leta 116 v sedanjem Iraku  ustanovil rimski cesar Trajan.
Nova provinca se je kljub rimskim vojaškim zmagam že od samega začetka soočala s težavami. Leta 116 je partski princ Sanatruk v novih provincah organiziral oborožen upor domačega prebivalstva in pregnal rimske garnizije v Asiriji in Mezopotamiji iz njihovih postojank. Rimskega generala, ki je z vojsko poskušal zatreti upor, so ubili.
Po Trajanovi smrti leta 117 je njegov naslednik Hadrijan spremenil politiko do nedavno osvojenih ozemelj na vzhodu. Bil je prepričan, da se je cesarstvo preveč razširilo, zato se je sklenil umakniti na laže branljive meje. Leta 118 se je umaknil iz vseh treh novih Trajanovih provinc na staro mejo s Partskim cesarstvom na Evfratu.

## Geografija
Ustanovitev province med Trajanovim pohodom proti Partom potrjujejo mnogi antični viri, čeprav je med njimi nekaj nesoglasij glede njene lokacije. Zgodovinar Theodore Mommsen je trdil, da je bila Asirija severno od rimske province Mezopotamije in je segala na ozemlje zahodne Perzije, imenovano Media Atropatena, se pravi v sedanji severozahodni Iran. 
Nekateri sodobni strokovnjaki temu ugovarjajo in trdijo, da je obsegala ozemlje med Evfratom in Tigrisom v sedanjem osrednjem Iraku. Svojo trditev podpirajo z zapisom rimskega zgodovinarja  Festa iz 4. stoletja. Tretji viri trdijo, da je bila provinca Asirija  blizu Armenije in vzhodno od Tigrisa na ozemlju, kjer je bilo pred tem novoasirsko kraljestvo Adiabena.

## Kasnejše rimsko delovanje v regiji
Hadrijanov umik iz Asirije in sosednjih provinc leta 118 ni pomenil konca rimske vladavine v regiji. Rimljani pod poveljstvom Lucija Vera so leta 161–165 sprožili novo vojno proti Partskemu cesarstvu, v kateri so ponovno osvojili ozemlja vzhodno od Evfrata. Naslednjo vojno je sprožili cesar Septimij Sever leta 197–198 in na ozemlju, ki ga je k cesarstvu leta 114–117 priključil cesar Trajan, ustanovil dve novi rimski provinci: Osroeno in Mezopotamijo. V novih provincah je nastanil dve rimski legiji, ki naj bi branili osvojeno ozemlje pred morebitnim napadom Partov in kasneje Sasanidov. Rimski vpliv na vzhodu se je končal leta 363  med vladnjem bizantinskega cesarja Jovijana, ki se je po sklenitvi sramotnega mirovnega sporazuma s Sasanidi umaknil v Konstantinopel, da bi utrdil svoj politični položaj.
Kljub temu, da se je rimsko delovanje na vzhodu nadaljevalo, ni v virih nobenega dokaza, da je provinca Asirija po Hadrijanovem umiku leta 118 še obstajala. Ko je cesar Septimij Sever na koncu 2. stoletja ustanovil provinci Osroeno in Mezopotamijo, noben vir ne omenja tudi province Asirije. Rimski zgodovinar Amijan Marcelin, ki je skupaj s cesarjem Jovijanom potoval na Bližnji vzhod, je zapisal, da je  tam  "pokrajina Adiabena, ki se je pred tem imenovala Asirija",  ne omenja pa nekdanje Trajanove province Asirije. Amijan omenja tudi pokrajino Asirijo med Evfratom in Tigrisom, ne omenja pa province z istim imenom. Iz vsega tega je razvidno, da je provinca Asirija obstajala verjetno smo v Trajanovem času. Na splošno velja prepričanje, da se je njeno ozemlje ujemalo z ozemljem antične Asirije, za katero imajo Medijci, Perzijci, selevkidski Grki, Parti in Sasanidi podobni imeni: Atura in Asuristan.